# (486958) Arrokoth
(486958) Arrokoth (désignation provisoire 2014 MU69), surnommé Ultima Thulé, est un petit corps du système solaire binaire à contact de 33,5 × 19,5 km, située à 43,4 ua du Soleil. C'est un objet classique de la ceinture de Kuiper.
Arrokoth est survolé par la sonde spatiale New Horizons le 1er janvier 2019, devenant le plus lointain objet exploré par l’humanité,.

## Histoire

### Découverte

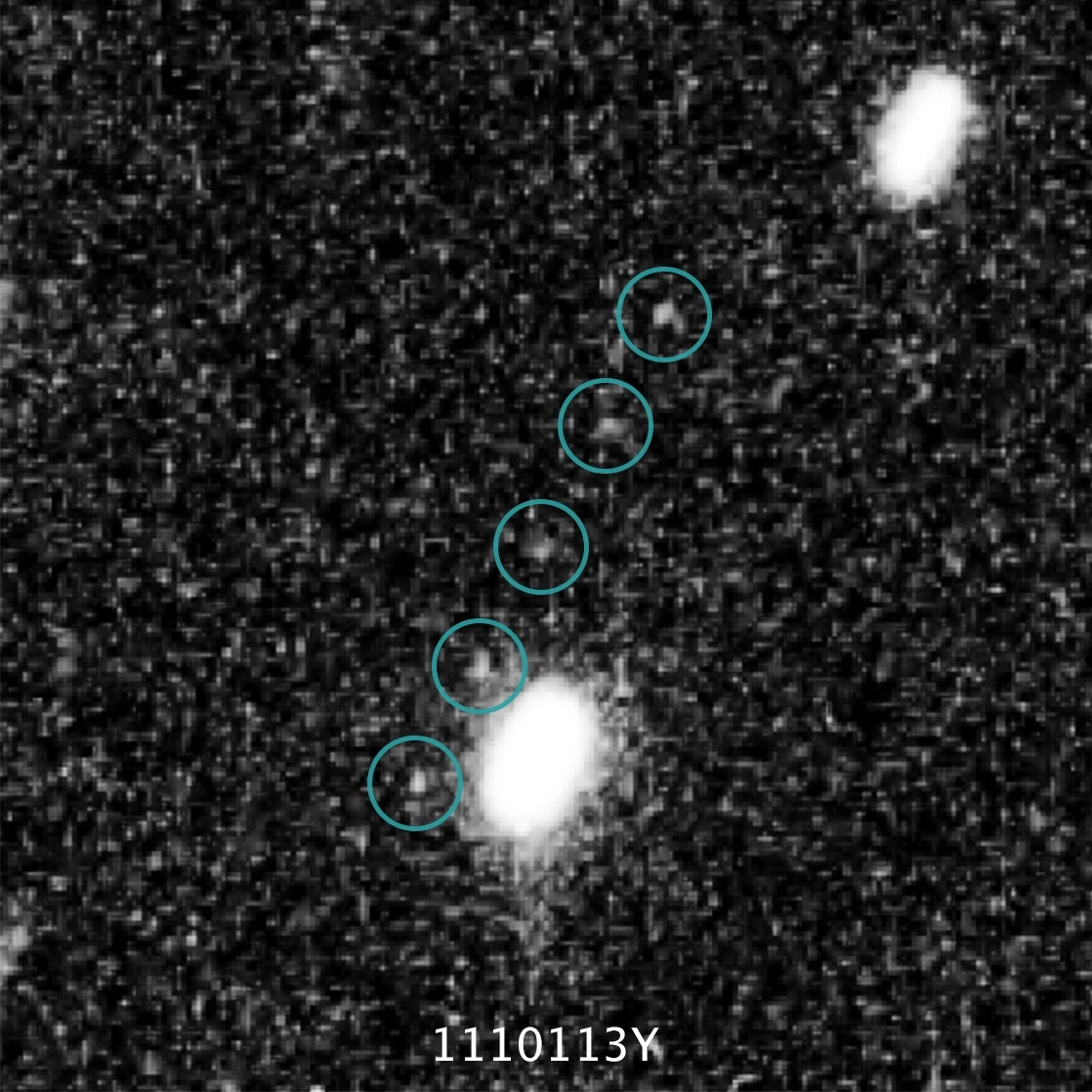
Photo de la découverte, sur des images prises à dix minutes d'intervalle par le télescope Hubble.

Le 26 juin 2014, 2014 MU69 est découvert par la caméra à large champ (WFC3) du télescope spatial Hubble lors d'un relevé préliminaire pour trouver un objet de la ceinture de Kuiper adapté au trajet de la sonde New Horizons. La découverte a nécessité l'exploitation du télescope spatial Hubble, car avec une magnitude apparente d'environ 27, l'objet ne peut être détecté que par les plus puissants télescopes. Le télescope spatial est également capable de réaliser des calculs astrométriques très précis et donc de déterminer une orbite fiable,,.
Bien qu’a priori moins intéressant scientifiquement que 2014 PN70, c'est la cible choisie par l'agence spatiale car la plus facilement atteignable, nécessitant moins de corrections de trajectoire donc de propergol.

### Désignation
Lorsque 2014 MU69 a été observé pour la première fois, il a reçu la désignation temporaire (attribuée par les découvreurs) 1110113Y, rapidement abrégé en « 11 »,, pour simplification. Son existence en tant que cible potentielle de la sonde New Horizons a été annoncée par la NASA en octobre 2014, et dès lors il a été officieusement désigné PT1 pour « Potential Target 1 ». Sa désignation provisoire officielle, 2014 MU69 a été attribuée en mars 2015 par le Centre des planètes mineures (MPC), après la détermination de caractéristiques orbitales suffisantes. Grâce à d'autres observations permettant la détermination de son orbite, le MPC lui a attribué officiellement le numéro permanent de planète mineure 486958, qui fut publié dans le MPC 103886 du 12 mars 2017.
La désignation provisoire 2014 MU69 indique qu'il s'agit du 1745e objet ((« U » = 20) + (« 69 » × 25)) découvert entre les 16 et 30 juin 2014 (« 2014 », « M »). Un nom propre à l'objet étant choisi ultérieurement.
Le 13 mars 2018 est annoncé le surnom officieux attribué à cet objet : Ultima Thulé, d'après l'île légendaire de Thulé. Cependant, ce surnom fait débat, car la référence à Thulé a déjà été faite par les nazis avec la Société Thulé,.

Le 12 novembre 2019, l'objet est officiellement baptisé Arrokoth, ce qui signifie « ciel » dans la culture des Powhatans, peuple du Maryland, là où il a été découvert. La citation de nommage est la suivante : 
« Discovered 2014 by M. W. Buie and the New Horizons Search Team. Arrokoth is the word for “sky” from the Powhatan language of native people from the Chesapeake Bay region. Institutions in this region played a prominent role in facilitating the discovery and exploration of this ancient and distant object. »
— Minor Planet Circulars no 117234, 8 novembre 2019.
        
« Découvert en 2014 par M. W. Buie et l'équipe de recherche New Horizons. Arrokoth est le mot qui signifie « ciel » dans la langue powhatan des autochtones de la région de la baie de Chesapeake. Les institutions de cette région ont joué un rôle de premier plan pour permettre la découverte et l'exploration de cet objet ancien et lointain. »

### Occultations stellaires
En juin et juillet 2017, 2014 MU69 a occulté trois étoiles de son arrière plan. L'équipe du projet New Horizons a formé une équipe spécialisée « KBO Chasers » (les traqueurs d'objets transneptuniens) pour observer ces occultations stellaires depuis l'Amérique du Sud, l'Afrique et l'Océan Pacifique,,.

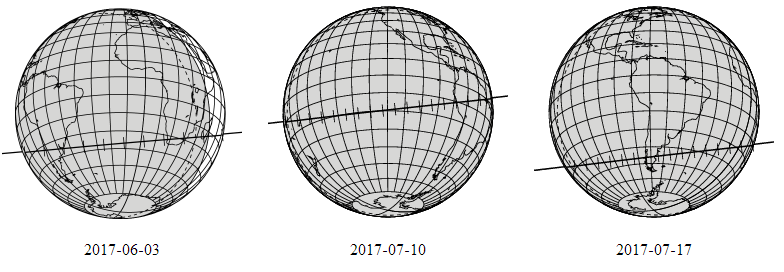
Bandes d'observations prédites depuis le sol terrestre des occultations stellaires de de 2017.

Le 3 juin 2017, deux équipes de scientifiques de la NASA ont tenté de détecter l'ombre de 2014 MU69 depuis l'Argentine et l'Afrique du Sud. Quand ils ont constaté qu'aucun de leurs télescopes n'avait observé l'ombre de l'objet, l'hypothèse que 2014 MU69 pourrait ne pas être aussi grand ou aussi sombre que prévu a été émise, ainsi que l'hypothèse qu'il puisse être très réfléchissant ou même qu'il soit constitué d'un amas,. Mais des données supplémentaires prises avec le télescope spatial Hubble en juin et juillet 2017 ont révélé que les télescopes mobiles avaient été placés au mauvais endroit, et que ces spéculations étaient donc fausses,.

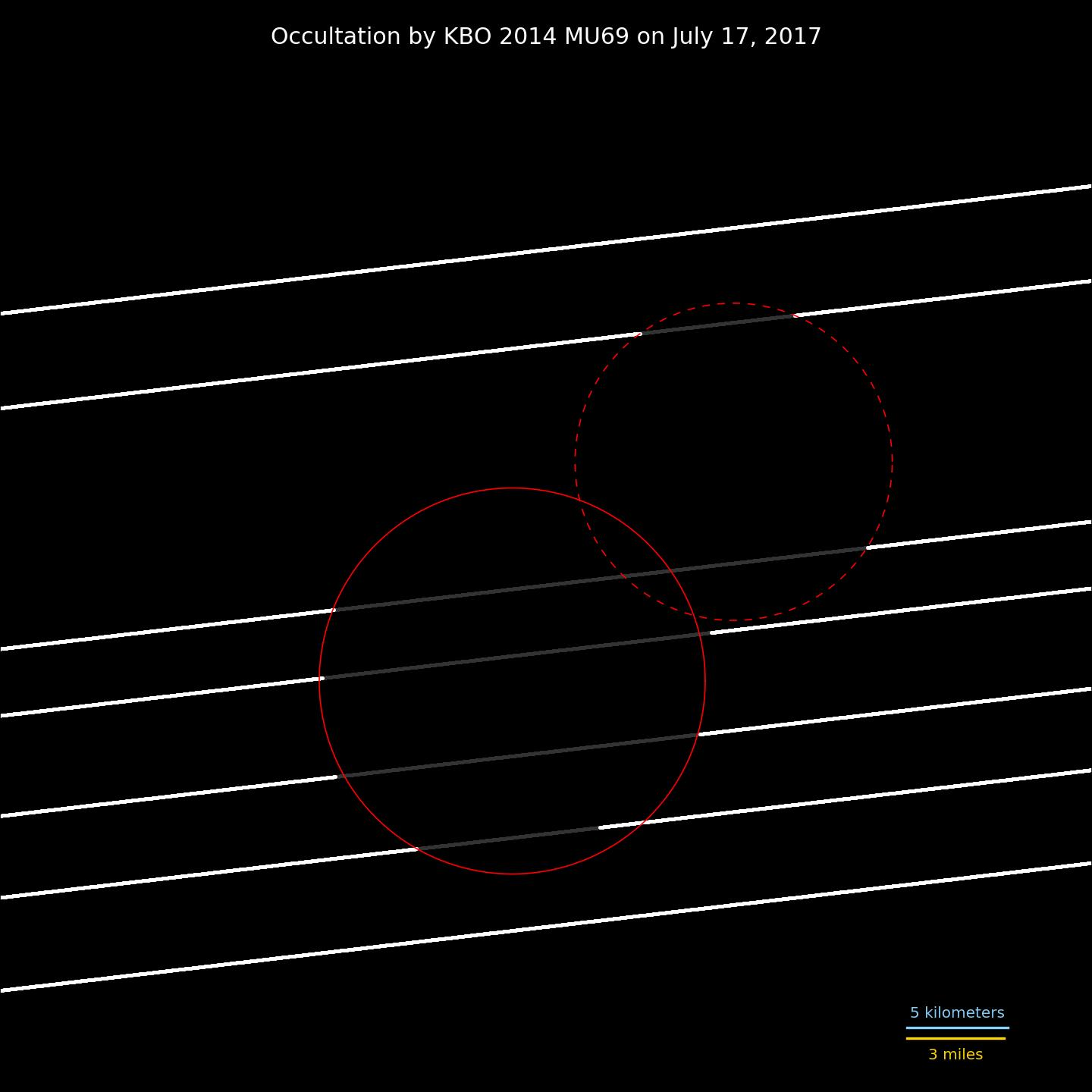
L'ombre de fait apparaître la probabilité d'une forme binaire, comme on peut le voir lors de l'occultation stellaire survenue en Argentine le 17 juillet 2017. Les cercles rouges les mieux ajustés révèlent la possibilité pour MU_{69} d'être formé d'un double lobe - ou d'un binaire.

Le 10 juillet 2017, le télescope aéroporté de l'observatoire stratosphérique pour l'astronomie infrarouge (SOFIA) de la NASA a été placé près de la ligne centrale prévue pour la deuxième occultation alors qu'il survolait l'océan Pacifique depuis Christchurch, en Nouvelle-Zélande. Le but principal de ces observations était la recherche de la présence de matières dangereuses comme des anneaux ou de la poussière près de 2014 MU69 qui pourraient menacer la sonde New Horizons pendant son survol en 2019. Les données ont été recueillies avec succès, mais l'ombre centrale a été manquée. Les données collectées par SOFIA seront toujours utiles pour émettre des contraintes sur la présence de poussière près de 2014 MU69,. Les résultats détaillés de la recherche de matières dangereuses ont été présentés lors de la 49e réunion de la Division des sciences planétaires de l'AAS, le 20 octobre 2017.
Le 17 juillet 2017, le télescope spatial Hubble a été utilisé pour vérifier la présence de débris autour de 2014 MU69, fixant les contraintes sur la présence d'anneaux et de débris au sein de la sphère de Hill de 2014 MU69 à des distances allant jusqu'à 75 000 km du corps principal. Pour la troisième et dernière occultation, les membres de l'équipe ont mis en place une autre « ligne de clôture » de 24 petits télescopes mobiles disposés le long de la ligne terrestre prédite pour le passage de l'ombre de l'occultation dans le sud de l'Argentine (provinces de Chubut et de Santa Cruz), ou pour pouvoir déterminer dans le cas le plus favorable, la taille de 2014 MU69,. L'espacement moyen entre 2 de ces télescopes était aussi réduit que 4,5 kilomètres. L'exploitation des dernières observations de Hubble a permis de déterminer la position de 2014 MU69 avec une précision bien meilleure qu'avec les données collectée lors de l'occultation du 3 juin, et cette fois l'ombre de 2014 MU69 a été observée avec succès par au moins cinq des télescopes mobiles. Combiné avec les observations de SOFIA, ceci permettra l'établissement de bonnes contraintes sur la possibilité d'existence de débris près de 2014 MU69,.
Les premiers résultats de l'occultation du 17 juillet 2017 montrent que l'astéroïde 2014 MU69 a une forme très irrégulière (de type « ellipsoïde de révolution allongé »), voire celle d'un binaire proche ou d'un binaire en contact. Selon le nombre et la durée des cordes observées, 2014 MU69 posséderait deux « lobes », avec des diamètres de 20 km et 18 km, respectivement.
Deux occultations pour 2014 MU69 étaient possibles en 2018, la première n'a pas été utilisée étant située au sud des océans Atlantique et Indien, mais la deuxième ayant pu être observée au Sénégal et en Colombie, a permis de révéler un peu mieux la forme de l'objet.

### Exploration
Désigné par PT1 (pour l'anglais potential target 1, « cible potentielle no 1 ») par l'équipe de la sonde spatiale New Horizons et par 1110113Y par celle du télescope spatial Hubble, le petit corps est sélectionné en août 2015 pour être une cible de la sonde New Horizons. Après quatre changements de cap en octobre puis novembre 2015, la sonde est en décembre 2017 en route vers 2014 MU69,.
Après le survol réussi de Pluton, la sonde spatiale New Horizons est programmée pour un survol de 2014 MU69 le 1er janvier 2019 à 5 h 34 UTC, à une distance de 43,4 ua du Soleil dans la constellation du Sagittaire,,,. 2014 MU69 est le premier objet à avoir été découvert après le lancement de la sonde spatiale qui doit l'approcher. Des photos prises par la sonde le 16 août 2018 montrent déjà l'objet qui se trouve précisément à l'endroit calculé (alors qu'il est encore à plus de 150 millions de km). New Horizons passe à un peu plus de 3 500 km de 2014 MU69, soit trois fois moins que la distance minimum auprès de Pluton, la sonde doit effectuer des mesures de température, rechercher la présence d'une atmosphère, d'une activité géologique, de lunes et d'anneaux, et renvoyer des images d'une résolution allant jusqu'à 70 m (contre 183 m pour Pluton). Les données recueillies devraient mettre environ 20 mois à être renvoyées vers la Terre ; le travail d’archivage et d’analyse devant prendre une année supplémentaire. Les premières données collectées (après les photos publiées en janvier) sont révélées en mai 2019.

## Caractéristiques

### Données acquises avant le survol parNew Horizons
D'après sa luminosité et sa distance, il a été possible de faire une première estimation du diamètre de 2014 MU69 de 18 à 41 km. Les observations de 2017 ont conclu que l'objet ne mesure pas plus de 30 km et est très allongé. 2014 MU69 est peut-être un astéroïde binaire rapproché ou un binaire en contact. Lors d'une occultation stellaire observée le 17 juillet 2017, une forme à deux lobes a été révélée, avec des diamètres de 20 et 18 km, respectivement. Cela signifie que 2014 MU69 est probablement un binaire primitif de la ceinture de Kuiper.
Sa période de révolution est légèrement supérieure à 295 ans et le corps présente une faible inclinaison et une faible excentricité par rapport aux autres objets de la ceinture de Kuiper. Ces propriétés orbitales signifient qu'il s'agit d'un objet classique de la ceinture de Kuiper, un cubewano froid qui est peu susceptible d'avoir subi des perturbations significatives. Les observations faites en mai et juillet 2015 ainsi qu'en juillet et octobre 2016 ont grandement réduit les incertitudes sur son orbite,.
2014 MU69 a un spectre rouge, ce qui en fait le plus petit objet de la ceinture de Kuiper dont on a pu mesurer la couleur.
Entre le 25 juin et le 4 juillet 2017, le télescope spatial Hubble a bouclé 24 orbites terrestres à observer 2014 MU69, dans le but de déterminer sa période de rotation et de réduire davantage l'incertitude sur son orbite. Les premiers résultats montrent que la luminosité de 2014 MU69 varie de moins de 20 % lorsqu'il tourne. Ces mesures impliquent des contraintes significatives sur le ratio des axes de 2014 MU69 qui est inférieur à 1.14, en supposant un plan de vue équatoriale. En tenant compte de sa forme très irrégulière, la petite amplitude relevée implique que son pôle est pointé vers la Terre. Cela signifie que la séquence du survol de New Horizons ne suivra pas un protocole particulièrement compliqué pour photographier l'objet sur son plus grand-axe, ce qui simplifie considérablement l'ingénierie du survol. La faible amplitude rend difficile un relevé précis de la période de rotation au moment du survol. L'existence de satellites éloignés de 2014 MU69 a été exclue jusqu'à une profondeur de champ de plus de 29 °.
Le 11 décembre 2017, Mark Buie et al. annoncent lors du congrès d'automne 2017 de l'Union américaine de géophysique que l'objet pourrait être doté d'une petite lune, ce qui sera ensuite démenti.

### Résultats du survol
L'analyse des données acquises lors du survol d'Arrokoth par New Horizons le 1er janvier 2019, trois ans et demi après son survol réussi de Pluton, est publiée le 13 février 2020 sous la forme de trois articles dans Science :
- les images stéréoscopiques prises par New Horizons ont permis de dresser une carte géomorphologique d'Arrokoth, d'en établir plusieurs caractéristiques géologiques et géophysiques, et de dater sa surface par dénombrement des cratères d'impact. La période de rotation d'Arrokoth est de 15,92 ± 0,02 h, avec son pôle de rotation pointant vers l'ascension droite 317,5 ± 1°, déclinaison = −24,9 ± 1°, équinoxe J2000. L'objet se compose de deux lobes à peu près ellipsoïdaux avec des dimensions hors-tout de 36 × 20 × 10 km. Les dimensions maximales des deux lobes sont de 20,6 × 19,9 × 9,4 km et 15,4 × 13,8 × 9,8 km, avec des incertitudes de 0,5 × 0,5 × 2,0 km. Le volume total est celui d'une sphère de diamètre 18,3 ± 1,2 km et le rapport des volumes des deux lobes est de 1,9 ± 0,5. La densité globale est supérieure à 290 kg/m3 si le col n'est pas en tension. En supposant une densité globale de 500 kg/m3 comme celle des comètes, la gravité moyenne de la surface est d'environ 1 mm/s2 et la résistance à la compression du cou doit être supérieure à 2,3 kPa. Les deux lobes sont alignés, l'axe d'inertie maximal du grand lobe faisant un angle de moins de 5° avec celui du petit lobe, et les plans équatoriaux des deux lobes coïncident presque. Les reliefs ne dépassent pas ~500 m. La surface du petit lobe montre des zones de différents albédos, souvent avec des marges sinueuses et sans signature topographique détectable, tandis que la surface du grand lobe est dominée par des groupes de collines basses et sombres sur un terrain plus clair et plus lisse. La surface du grand lobe est divisée en sous-unités distinctes, qui correspondent peut-être à des corps plus petits qui se sont accolés antérieurement. Environ 40 cratères d'impact ont été identifiés, le plus grand d'un diamètre d'environ 7 km et les autres de moins de 1 km. La densité de cratères indique que la surface d'Arrokoth est vieille de plus de 4 Ga[65] ;
- l'imagerie couleur et les données spectroscopiques ont permis d'estimer la composition de la surface, et la radiométrie micro-ondes d'évaluer l'émission thermique d'Arrokoth. Les variations de couleur sont subtiles — seulement quelques pour cent autour de la couleur rouge prévalente — mais corrélées à la géologie. Certaines sont associées à des marques d'albédo, telles que le cou brillant entre les deux lobes, des taches brillantes associées à une grande fosse ou à un cratère sur le lobe plus petit, et de petits points brillants mal résolus. La glace de méthanol (CH3OH) et les tholins organiques dominent le spectre de réflectance dans le proche infrarouge, la glace d'eau ne contribuant pas significativement à l'absorption. À la longueur d'onde micro-onde de 4,2 cm, la face nocturne hivernale d'Arrokoth émet à une température de luminosité de 29 ± 5 K. Cette émission émerge probablement du dessous de la surface froide en hiver, à des profondeurs où persiste la chaleur de l'été précédent[66] ;
- des simulations numériques permettent de comprendre comment Arrokoth s'est formé : deux objets liés gravitationnellement ont tourné l'un autour de l'autre et se sont rapprochés en spirale sous l'effet des forces de marée, jusqu'à se toucher. Les contraintes dans la région du cou sont compatibles avec l'intégrité structurelle d'Arrokoth pour des densités (plusieurs centaines de kg/m3) et des résistances mécaniques (quelques kPa) similaires à celles observées dans les comètes, mais concernant des masses environ 1 000 fois supérieures à celles des noyaux cométaires typiques. Les simulations numériques d'une collision entre deux objets tels que les deux lobes d'Arrokoth indiquent qu'un impact à une vitesse comparable ou supérieure à leur vitesse de libération mutuelle (quelques m/s) aurait été très destructeur. L'alignement géométrique étroit des lobes ne peut pas résulter d'une collision fortuite, mais c'est la conséquence logique de l'évolution d'un objet binaire en co-orbite serrée, sous l'effet des forces de marée[67].

### Couleur
La couleur orangé de cet objet serait due à la présence de sucres à sa surface, notamment du ribose et du glucose créés par l'ionisation de la glace de méthanol,.

## Formation
2014 MU69 était probablement formé de deux objets, familièrement surnommés « Ultima », pour la partie la plus grande, et « Thule » pour l'autre.

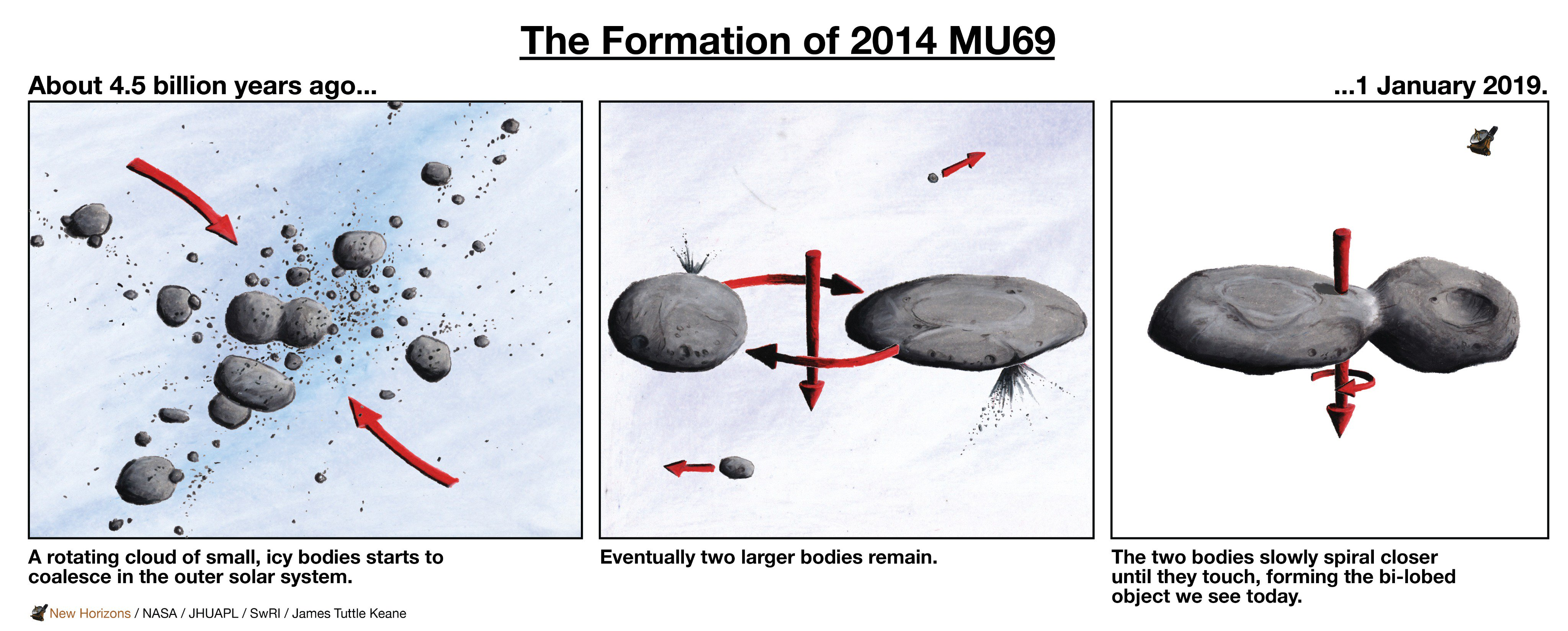
Phases de formation de.

Ils se seraient constitués dans un tourbillon de petits corps glacés ; puis avec la perte de moment cinétique, ils se sont rapprochés spiralant l'un vers l'autre jusqu'à se rencontrer formant les deux lobes aplatis présents aujourd'hui.

## Galerie

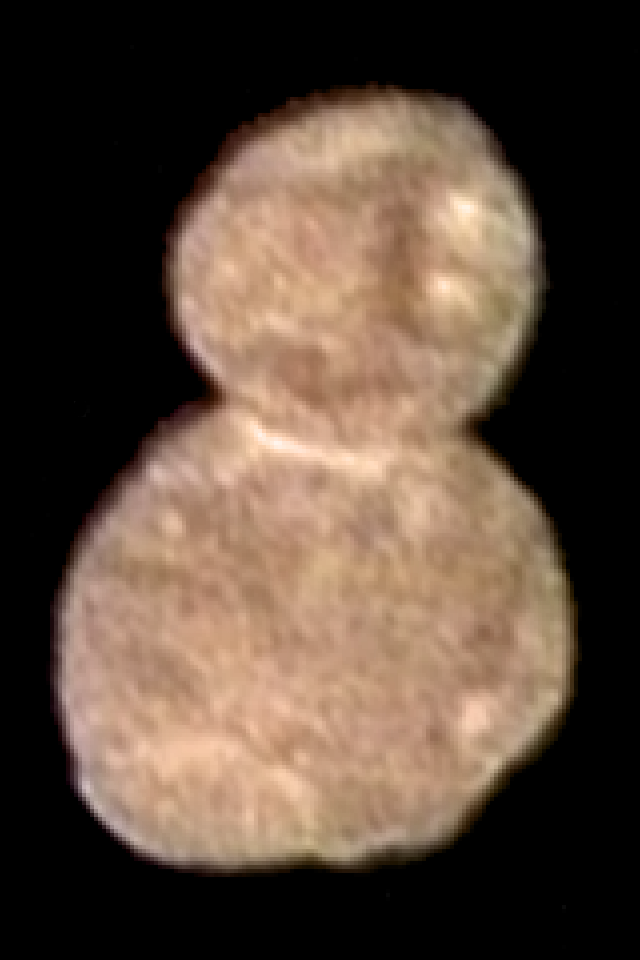
Image MVIC couleur superposée à une image LORRI (en) en noir et blanc à haute résolution.
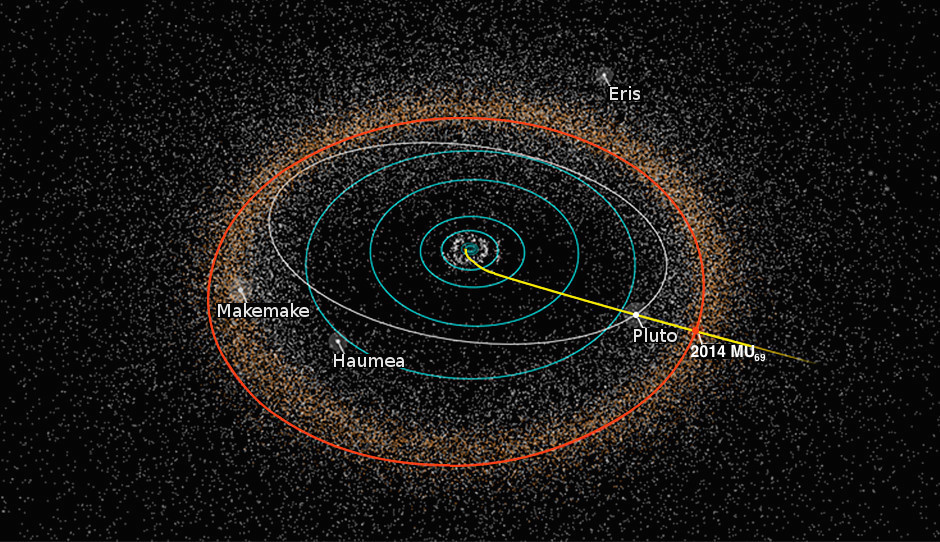
La trajectoire de New Horizons et les orbites de Pluton et 2014 MU69.
2014 MU69 occulte brièvement la lumière d'une étoile (au centre) le 17 juillet 2017.
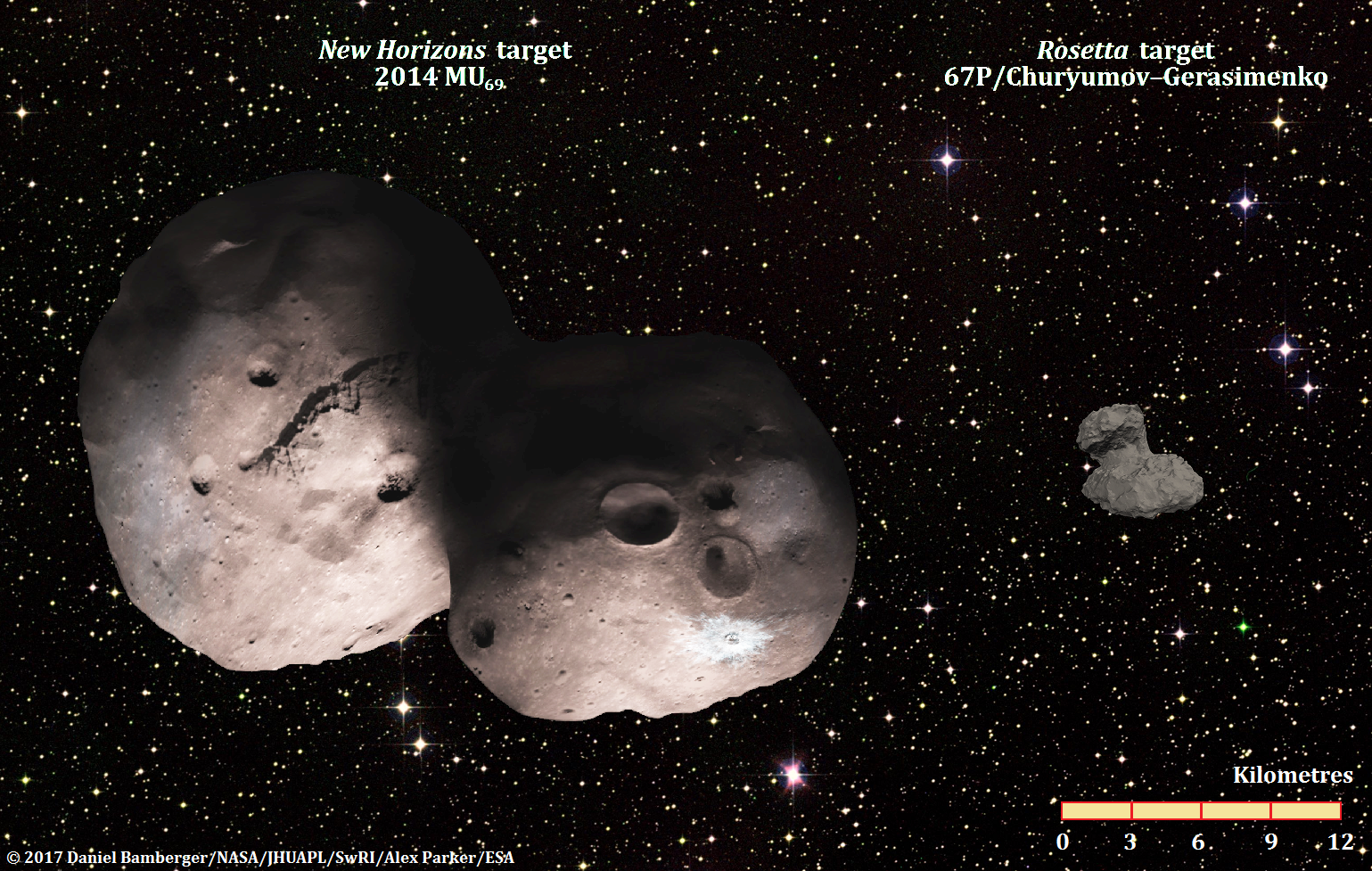
Comparaison des tailles de 2014 MU69 et de la comète 67P/Tchourioumov-Guérassimenko. L'image de 2014 MU69 est une vue d'artiste basée sur les données collectées lors de l'occultation stellaire.
Photographies obtenues par New Horizons entre le 31 décembre 2018 et le 1er janvier 2019 de 2014 MU69.
Animation de deux prises de vue de 2014 MU69.